# نورمان مايرز
نورمان مايرز (بالإنجليزية: Norman Myers)‏ هو باحث بريطاني، ولد في 24 أغسطس 1934 في كليذرو في المملكة المتحدة.

## وصلات خارجية
- نورمان مايرز على موقع IMDb (الإنجليزية)
- نورمان مايرز على موقع الموسوعة البريطانية (الإنجليزية)